# Povijesna jezgra Solina
Povijesna jezgra Solina, kulturno-povijesna cjelina u povijesnoj gradskoj jezgri Solina, zaštićeno kulturno dobro

## Opis dobra
Zaštićeno područje poznato je u arheološkoj znanosti kao antička Salona od prvih arheoloških istraživanja na ovom području početkom 19. st. Arheološkim istraživanjima dokazano je postojanje antičkog grada u okviru gradskih bedema, koji su većim dijelom poznati i otkriveni, kao i postojanje nekoliko arheoloških lokaliteta izvan gradskih bedema s bazilikalnim građevinama od ranokršćanskog razdoblja pa sve do propasti Salone. Od ovih lokaliteta u ovom zaštićenom području nalaze se Kapljuč, Manastirine i Marusinac.

## Zaštita
Pod oznakom RST-0651-1972. zavedena je kao nepokretno kulturno dobro - kulturno-povijesna cjelina, pravna statusa zaštićena kulturnog dobra, klasificirano kao "kulturno-povijesna cjelina".